# 고종 황제와 의사 안중근
고종 황제와 의사 안중근은 한국에서 제작된 전창근 감독의 1959년 영화이다. 김승호 등이 주연으로 출연하였고 박정수 등이 제작에 참여하였다.

## 출연

### 주연
- 김승호 : 고종 이형 역
- 전창근 : 안중근 역
- 최남현 : 이토 히로부미 역

## 제작진
- 조명: 윤영선
- 붐어시스턴트: 이경순
- 미술: 박석인